# トモコSP
トモコSP（トモコ スペシャル、1976年2月16日 - ）は、WSRフェアテックスジム所属の日本の女子ムエタイ選手、プロキックボクサー。千葉県流山市出身。

## 来歴
WSRフェアテックスジムに入門後、2007年4月8日にプロのムエタイ選手としてデビュー。M-1ムエタイチャレンジやJ-GIRLSに出場し、活躍。2012年8月26日、『J-KICK 2012 ～NEXT J-GENERATION～4th』のJ-GIRLSフライ級王座決定戦にてサンチェス弥生を判定で破り、新王者となった。